# Якопо Садолето
Я́копо Садоле́то (італ. Jacopo Sadoleto; 12 липня 1477, Модена — 18 жовтня 1547, Рим) — італійський релігійний діяч, поет і гуманіст.

## Біографія
Народився 1477 року в Модені в родині правника. Здобув репутацію як неолатинський поет. 1506 року, з нагоди знайдення скульптурної групи «Лаокоон» Садолето написав твір «Про статую Лаокоона» 1513 року став секретарем папи Лева X, а 1517 року — єпископом Карпантри (Франція). Садолето був одним з тих священиків, що були налаштовані на реформи, 1536 року папа Павло III висвятив його в кардинали. Його титулярною церквою стала римська базиліка Сан-П'єтро-ін-Вінколі. 1537 року Садолето увійшов до комісії Гаспаро Контаріні, до якої входило дев'ять осіб. Завданням комісії була підготовка до Тридентського собору. Садолето робив спроби привернути протестантів назад до католицизму. Так 1539 року він звернувся з литом до мешканців Женеви, проте Жан Кальвін відкинув його пропозиції. 1542 року Садолето в статусі папського посланця безрезультатно намагався примирити Карла V Габсбурга та короля Франції Франциска I з метою проведення загального церковного собору.

## Твори
- Sadoleto, Jacopo (1760). Epistolae quotquot extant proprio nomine scripta (латина) . Т. Pars prima. Roma: Generoso Salomoni.
- Sadoleto, Jacopo (1760). Epistolae quotquot extant proprio nomine scripta (латина) . Т. Pars secunda. Rome: Generoso Salamoni.
- Sadoleto, Jacopo (1764). Epistolae quotquot extant proprio nomine scripta (латина) . Т. Pars tertia. Rome: Generoso Salomoni.
- Sadoleto, Jacopo (1759). Jacobi Sadoleti ... Epistolae Leonis VII, Clementis VII, Pauli III nomine scriptae (латина) . Roma: excudebat Generosus Salomonis.
- Pietro Balan, ред. (1884). Monumenta reformationis lutheranae ex tabulariis secretioribus S. sedis, 1521-1525 (латина) . Ratisbon: sumptibus F. Pustet.
- Jacopo Sadoleto; Paolo Sadoleto (1871). Amadio Ronchini (ред.). Lettere del card. Iacopo Sadoleto e di Paolo suo nipote tratte dagli originali che si conservano a Parma nell'Archivio governativo (латина та італійська) . Modena: Carlo Vincenzi. Архів оригіналу за 7 квітня 2022. Процитовано 20 серпня 2019.
- Sadoleto, Jacopo (1950). Antonio Altamura, tr. (ред.). Elogio della sapienza: De laudibus philosophiae (італійська та латина) . Napoli: R. Pironti & figli.
- Один з найважливіших творів Садолето Коментарі до римлян: Sadoleto, Jacopo (1535). Iacobi Sadoleti... In Pauli Epistolam ad Romanos commentariorum libri tres (латина) . Lyon: apud Sebastianum Gryphium.